# Altiplà Iranià

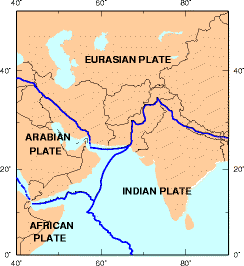
Plaques tectòniques d'Euràsia, Aràbia i Índia.

L'altiplà iranià, és una formació geològica d'Àsia Occidental i l'Àsia central. Forma part de la Placa euroasiàtica i té les Muntanyes Zagros a l'oest, la mar Càspia i Kopet Dag al nord, l'estret d'Ormuz i el Golf Pèrsic al sud i el Riu Indus a l'est del Pakistan.
Com a regió històrica inclou la Pàrtia, la Mèdia, Persis i alguns territoris més que ja no pertanyen a l'actual Iran.
El vessant oriental de les Muntanyes Zagros hi pot ser inclòs. L'Encyclopædia Britannica n'exclou les parts baixes de Khuzestan i caracteritza Elam com la zona que va de la regió des de la Plana mesopotàmica a l'Altiplà iranià.
Des del Caspi a Balutxistan, l'altiplà iranià té una llargada d'uns 2.000 km. Engloba la major part de l'Iran, Afganistan i Pakistan parts de l'oest del riu Indus i una zona del quadrilàter que formen les ciutats de Tabriz, Siraz, Peshawar i Quetta que ocupen uns 3.700.000 km². Malgrat que sigui anomenat un altiplà, està lluny de ser una plana i conté diverses serralades de muntanyes, el cim més alt és el Damavand a la serralada Alborz amb 5.610 m, i la conca de Lut a l'est de Kerman està per sota dels 300 m d'altitud.

## Geologia
L'altiplà es va formar geològicament per acreció de terrenys del continent Gondwana entre la plataforma de Turan al nord i la part més avançada dels Zagros, la zona de sutura entre la placa aràbiga que es mou cap al nord i el continent euro-asiàtic. És una regió geològicament ben estudiada encara que la major part de les reserves de petroli iranià no es troben en l'altiplà.

## Geografia
| Nord de Zagros Sud de Zagros Elburs Urmia Kopet Dag Daixt-e-Kavir Zayanda-Rud Zard Kuh Dasht-e-Lut Llac Hamun Riu Helmand Hazaran Barez Jaz Murian Sistan Koh-i-Baba Hari Eufrates Indus Amudarja Kaspisee Golf pèrsic |

L'altiplà iranià en geologia fa referència a una àrea geogràfica al nord dels grans cinturons muntanyosos plegats resultat de la col·lisió de la placa àrab amb la placa eurasiàtica. En aquesta definició, l'altiplà iranià no cobreix el sud-oest de l'Iran.
L'altiplà s'estén des de la província de l'Azerbaidjan oriental al nord-oest de l'Iran (Pèrsia) fins a l'Afganistan i el Pakistan a l'oest del riu Indus. També inclou parts més petites de la República de l'Azerbaidjan, el Kurdistan iraquià i el Turkmenistan.
L'altiplà iranià del nord-oest, on conflueixen les muntanyes del Pòntic i el Taure, és un país accidentat amb elevacions més altes, un clima més rigorós i una precipitació més gran que la que es troba a l’altiplà d'Anatòlia. La regió es coneix com a l'Aladağlar, i l'elevació mitjana dels seus pics supera 3000 m. La muntanya Ararat, a 5.137 metres, el punt més alt de Turquia, es troba a l'Anti-Taure. El llac Van està situat a les muntanyes a una altitud de 1.546 metres.
Les capçaleres dels principals rius sorgeixen a l'Anti-Taure: l'riu Aras, que flueix a l'est, desemboca al mar Caspi, i l'Eufrates i el Tigris, que flueixen al sud, s'uneixen a l'Iraq abans de desembocar al golf Pèrsic. En aquestes muntanyes també s'originen diversos rierols petits que desemboquen al mar Negre o al llac Van sense sortida al mar. El riu Indus comença a les terres altes del Tibet i flueix al llarg del Pakistan gairebé resseguint la vora oriental de l'altiplà iranià.
El sud-est d'Anatòlia es troba al sud de les muntanyes Anti-Taurus. És una regió de turons ondulats i una àmplia superfície d'altiplà que s'estén a Síria. Les cotes disminueixen gradualment, a partir d'uns 800 metres al nord fins a uns 500 metres al sud. Tradicionalment, el blat i l'ordi són els principals conreus de la regió.
Les seves serralades es poden dividir en cinc subregions principals:
L'altiplà iranià nord-oest amb les muntanyes Pontus i Taurus, té unes temperatures més extremes i major pluviometria que la resta de l'altiplà. Aquesta regió es coneix com l'Anti-Taurus, i l'altitud mitjana dels seus cims ultrapassa els 3.000 metres. El Mont Ararat, amb 5.137 metres és el més alt de Turquia. El llac Van es troba a 1.546 metres d'altitud.

### Serralades de muntanyes
- Serralades iranianes del nord-oest
  - Sabalan 4.811 m
- Alborz
  - Damavand 5.610 m
- Serralades iranianes centrals
  - Kūh-e Hazār 4.500 m
  - Kuh-e Jebal Barez
- Serralades iranianes orientals
  - Kopet Dag
    - Kuh-e Siah Khvani 3.314 m 36° 17′ N, 59° 3′ E / 36.283°N,59.050°E

  - Serralades iranianes d'Eshdeger
    - 2.920 m 33° 32′ N, 57° 14′ E / 33.533°N,57.233°E
- Afganistan
- Muntanyes Sulaiman

Pakistan occidental
- Balochistan
  - Sikaram 4.755 m 34° 2′ N, 69° 54′ E / 34.033°N,69.900°E
  - Kuh-e Taftan 3.941 m 28° 36′ N, 61° 8′ E / 28.600°N,61.133°E
  - Zargun 3.578 m 30° 16′ N, 67° 18′ E / 30.267°N,67.300°E

### Rius i planes
- Desert Kavir
- Desert Lut
- Hamun-e Jaz Murian
  - Riu Halil
- Gavkhouni
  - Riu Zayandeh
- Conca Sistan
  - Riu Helmand
  - Riu Farah

## Flora
L'altiplà té boscos històrics d'alzines i àlbers. Al voltant de Shiraz es troben boscos d'alzines. També es troben trèmols, oms, freixes, salzes, noguers, pis i xiprers, encara que aquests dos últims són rars. A partir de l'any 1920 es collia àlber per fer portes. L'om s'utilitzava per a les arades. Altres arbres com l'acàcia, el xiprer i l'om del Turquestan es van utilitzar amb finalitats decoratives. Pel que fa a les flors, l'altiplà pot créixer liles, gessamins i roses. Són comuns l'arç blanc i el Cercis siliquastrum, que s'utilitzen ambdós per a la cistelleria.

## Fauna
L'altiplà és abundant amb vida salvatge com lleopards, óssos, hienes, senglars, cabras monteses, gaseles i muflons. Aquests animals es troben majoritàriament a les muntanyes boscoses de l'altiplà. Les costes del mar Caspi i el golf Pèrsic acullen ocells aquàtics com ara gavines, ànecs i oques. Cérvols, eriçons, guineus i 22 espècies de rosegadors es troben al semidesert, i esquirols de palmera i óssos negres asiàtics viuen a Balutxistan.
Una gran varietat d’amfibis i rèptils com ara gripaus, granotes, tortugues, sargantanes, salamandres, corredors, serps rata (Ptyas), serps gat (Tarbophis fallax) i escurçons viuen a la regió del Balutxistan i al llarg dels vessants de les muntanyes d'Elburz i Zagros. Al golf Pèrsic viuen 200 varietats de peixos. Trenta espècies dels peixos comercials més importants com l'esturió es troben al mar Caspi.

## Història
A l'edat del bronze, Elam s'estenia per les muntanyes de Zagros, connectant Mesopotàmia i l'altiplà iranià. Els regnes d’Aratta, coneguts per fonts cuneïformes, podrien haver estat localitzats a l'altiplà central iranià. A l'antiguitat clàssica la regió era coneguda com a Pèrsia, a causa de la dinastia persa aquemènida originada a Fars. El persa mitjà Erān (d'on l’Iran persa modern) va començar a utilitzar-se en referència a l'estat (més que com a designador ètnic) des del període sassànida (vegeu Etimologia de l'Iran).

## Arqueologia
Els llocs i cultures arqueològiques de l'altiplà iranià inclouen:
- Mehrgarh, predecessor de la civilització de la vall de l'Indus
- Altiplà central iranià (cultura Jiroft)
  - Shahr-i Sokhta
  - Sandalia Konar
  - Tepe Yahya
- Civilització del riu Zayandeh
- Tappeh Sialk
- Jaciments paleolítics
  - Niasar
  - Sefid-Ab
  - Kaftar Khoun
  - Coves de Qaleh Bozi
  - Mirak
  - Delazian
  - Tabas
  - Masileh

## Economia
L'altiplà iranià té arbres per fer portes, arades i cistelles. També es cultiva fruita. Les peres, les pomes, els albercocs, el codony, les prunes, les nectarines, les cireres, les mores i els préssecs es van veure habitualment al segle xx. Les ametlles i els festucs són habituals a les zones més càlides. També es conreen dàtils, taronges, raïm, meló i llimes. Altres comestibles inclouen les patates i la coliflor, que van ser difícils de cultivar fins que l'assentament europeu va portar millores en el reg. Altres verdures inclouen col, tomàquets, carxofes, cogombres, espinacs, raves, enciams i albergínies.
L'altiplà també produeix blat, ordi, mill, fesols, opi, cotó, alfals i tabac. L'ordi s'alimenta principalment dels cavalls. El sèsam es cultiva i es converteix en oli de sèsam. També es van veure bolets i mannà a la zona de l'altiplà a partir de 1920. El comí es conrea a la província de Kerman.